# 梶岡忠義
梶岡 忠義（かじおか ただよし、1920年9月26日 - 2003年3月23日）は、昭和中期（1940年代後半-1950年代前半）のプロ野球選手（投手）。右投げ右打ち。現役時代は阪神タイガースで活躍し、引退後は阪神の投手コーチを務めた、大阪府大阪市出身。

## 経歴
成器商業学校から専修大学へ進学。専修大学時代は4番エースとして、4季連続東都大学リーグ優勝に貢献した。専修大学卒業時に阪神から声がかかったが、学徒出陣となり満州へ行くこととなる。1946年に満州から帰国し、発足した中央工業の野球部に入る。
翌1947年2月1日に南海から勧誘されるが、阪神への義理を通し、自ら電話で阪神に連絡をとり、阪神に入団する。若林忠志投手兼任監督から譲られた背番号「18」を背負い、4月19日の南海戦で初勝利を挙げると、1年目から職業野球東西対抗戦に出場するなど、新人ながら若林（26勝）に次ぐ22勝を挙げ、防御率1.92はチームトップ（リーグ6位）となる大活躍で、阪神の戦後初優勝に貢献した。
2年目の1948年には7月8日の阪急戦で9回2死から宮崎剛に初ヒットを打たれて惜しくもノーヒットノーランを逃すものの、神宮球場で行われた初の日本プロ野球公式戦であった8月24日の南海戦でついにノーヒットノーランを達成。この時、マスコミが初めて「ノーヒットノーラン」という言葉を使い、梶岡の快挙を報じた。投球数95、3奪三振の、典型的な打たせて取る芸術的な投球だった。シーズンでは、リーグ最多の35完投に、最多勝（中尾碩志の27勝）にわずか1勝及ばなかったが2年連続20勝となる26勝を挙げ、防御率2.54もリーグ9位に入った。
前年の酷使がたたって肩を痛め、1949年は疲労から13勝に留まるが、同年のシーズンオフには痛めた肩の治療のために別府温泉へオーバーホールで出かけていたことが幸いとなり、毎日の引き抜き騒動に巻き込まれずに済んだ。その後も、1950年12勝、1951年13勝にとどまる。
1952年には8月3日に通算100勝となる白星を飾ると、3度目の20勝となる21勝に防御率1.71をマークして最優秀防御率のタイトルを獲得するなど復活し、同い年の藤村隆男（初代ミスタータイガース・藤村富美男の弟）とともにダブルエースとして活躍した。1956年二軍投手コーチを兼任するが一軍登板はなく、同年シーズン終了後に引退。投手として通算131勝を挙げた一方で、打者としても通算12本塁打を放っており、これは阪神投手陣（景浦将や藤村富美男ら野手兼任選手を除く）の中で歴代最高の本数である。
引退後は主に二軍投手コーチを務めた。さらに、退団後も阪神タイガースOB会会長として毎試合のように甲子園に通ったり、還暦野球などの活動を続けていた。
2001年の第83回全国高等学校野球選手権大会に孫の梶岡千晃（習志野高 - 中央大 - NTT東日本）が出場。阪神大震災の被害を受け、千葉に移り住んでいた梶岡は、新幹線に乗って孫の応援に駆けつけ、「習志野・梶岡、偉大なおじいちゃんの前で活躍」とスポーツ新聞などで報道された。2003年3月23日午前5時37分、心不全のため死去。82歳没。

## 人物・選手としての特徴
眼鏡をかけた、知性的な風貌とは裏腹に性格は積極的で、ファイト溢れるプレーが身上。「変化球なんか投げれるかい」と振りの早い投球フォームから繰り出すストレート一本で勝負したが、故障してからはアウトドロップと呼ばれた外角低めにコントロールされた鋭いカーブを交えた投球に移行した。
激しいプレーが多く生傷が絶えなかったが、「猛虎魂」の見本のような選手で骨折なんかへっちゃらだと言われた。また、同年代に活躍した藤村隆男に対しては強いライバル心を持っており、藤村が登板すると「負けてくれ」と思ったことさえあるという。
その一方で、最優秀防御率のタイトルを獲得した時の賞金10万円で自分には腕時計、夫人には指輪をプレゼントしたという微笑ましいエピソードも残っている。

## 詳細情報

### 年度別投手成績
| 年 度     | 球 団     | 登 板 | 先 発 | 完 投 | 完 封 | 無 四 球 | 勝 利 | 敗 戦 | セ 丨 ブ | ホ 丨 ル ド | 勝 率 | 打 者 | 投 球 回 | 被 安 打 | 被 本 塁 打 | 与 四 球 | 敬 遠 | 与 死 球 | 奪 三 振 | 暴 投 | ボ 丨 ク | 失 点 | 自 責 点 | 防 御 率 | W H I P |
| --------- | --------- | ----- | ----- | ----- | ----- | -------- | ----- | ----- | -------- | ----------- | ----- | ----- | -------- | -------- | ----------- | -------- | ----- | -------- | -------- | ----- | -------- | ----- | -------- | -------- | ------- |
| 1947      | 阪神      | 37    | 28    | 24    | 5     | 0        | 22    | 8     | --       | --          | .733  | 1132  | 280.1    | 204      | 6           | 109      | --    | 1        | 102      | 2     | 0        | 74    | 60       | 1.92     | 1.12    |
| 1948      | 阪神      | 50    | 41    | 35    | 5     | 2        | 26    | 17    | --       | --          | .605  | 1495  | 367.2    | 325      | 20          | 97       | --    | 3        | 124      | 1     | 0        | 127   | 104      | 2.54     | 1.15    |
| 1949      | 阪神      | 30    | 23    | 15    | 1     | 1        | 13    | 10    | --       | --          | .565  | 816   | 190.2    | 199      | 20          | 53       | --    | 0        | 91       | 1     | 0        | 101   | 84       | 3.96     | 1.32    |
| 1950      | 阪神      | 29    | 19    | 13    | 2     | 1        | 12    | 9     | --       | --          | .571  | 768   | 184.0    | 173      | 24          | 62       | --    | 1        | 64       | 2     | 0        | 82    | 73       | 3.57     | 1.28    |
| 1951      | 阪神      | 35    | 23    | 10    | 1     | 2        | 13    | 7     | --       | --          | .650  | 775   | 180.1    | 200      | 17          | 53       | --    | 6        | 62       | 2     | 0        | 88    | 69       | 3.43     | 1.40    |
| 1952      | 阪神      | 38    | 27    | 20    | 3     | 3        | 21    | 8     | --       | --          | .724  | 1014  | 257.2    | 191      | 9           | 68       | --    | 4        | 75       | 0     | 0        | 61    | 49       | 1.71     | 1.01    |
| 1953      | 阪神      | 40    | 33    | 18    | 3     | 3        | 16    | 13    | --       | --          | .552  | 1007  | 250.1    | 220      | 19          | 70       | --    | 6        | 80       | 0     | 0        | 95    | 84       | 3.01     | 1.16    |
| 1954      | 阪神      | 31    | 27    | 5     | 1     | 1        | 8     | 11    | --       | --          | .421  | 705   | 172.2    | 171      | 7           | 41       | --    | 1        | 43       | 3     | 0        | 74    | 58       | 3.02     | 1.23    |
| 1955      | 阪神      | 9     | 6     | 0     | 0     | 0        | 0     | 2     | --       | --          | .000  | 152   | 36.1     | 35       | 5           | 14       | 0     | 0        | 11       | 1     | 0        | 17    | 17       | 4.14     | 1.35    |
| 通算：9年 | 通算：9年 | 299   | 227   | 140   | 21    | 13       | 131   | 85    | --       | --          | .606  | 7864  | 1920.0   | 1718     | 127         | 567      | 0     | 22       | 652      | 12    | 0        | 719   | 598      | 2.80     | 1.19    |

- 各年度の太字はリーグ最高

### タイトル
- 最優秀防御率：1回 （1952年）

### 記録
- ノーヒットノーラン：1回 （1948年8月24日、対南海ホークス戦、明治神宮野球場） ※史上15人目
- オールスターゲーム出場：1回 （1952年）

### 背番号
- 18 （1947年 - 1949年）
- 1 （1950年 - 1951年）
- 3 （1952年 - 1955年）
- 32 （1956年 - 1957年）
- 50 （1958年 - 1961年）
- 66 （1962年 - 1964年）